# Мух
Мух (нем. Much) — община в Германии, в земле Северный Рейн-Вестфалия.
Подчиняется административному округу Кёльн. Входит в состав района Рейн-Зиг. Население составляет 14 893 человека (на 31 декабря 2010 года). Занимает площадь 78,08 км².
Коммуна подразделяется на 112 сельских округов.